# Torrechica
Torrechica o Torre Chica es la última torre de telegrafía óptica, en la denominada Línea de Andalucía (Madrid-Cádiz) del Brigadier Mathé, que fue el primer director del Cuerpo de Telégrafos (en el Ministerio de la Gobernación). Esta torre óptica, de uso civil, fue construida en 1853 para ampliar la línea telegráfica desde Cádiz a San Fernando y así mejorar las comunicaciones de la reina Isabel II y su gobierno (en Madrid) con el capitán general del Departamento Marítimo (en San Fernando, Cádiz). El ayuntamiento isleño rechazó una propuesta de Telégrafos, que quería construir la torre óptica en el extremo izquierdo del Palacio consistorial de San Fernando (aún en obras).
El sistema telegráfico de Mathé, situado en la azotea de la torre, enviaba sus mensajes mediante un código visual, que se repetía en cada una de las torres de una línea telegráfica (aprox. una cada 15 km). La Torre Chica era la Torre Mathé nº 59 (llamada la "Torre de la Isla") de esta línea telegráfica de Andalucía, aunque era la cabecera o final de esta línea, por lo que solo se comunicaba con el torreón de Torregorda (torre nº 58) que a su vez solo repetía su mensaje al torreón de Puertatierra (torre nº 57). Desde Cádiz, la Línea telegráfica Madrid-Cádiz continuaba repitiendo sus mensajes por las provincias andaluzas de Sevilla y Córdoba, para continuar por las de Ciudad Real y Toledo, terminando en la Puerta del Sol de Madrid.
La Torre Chica tenía el diseño típico de Mathé, con una forma cuadrada y estaba compuesta de tres plantas y un mecanismo óptico de Mathé en su azotea (similar a la torre restaurada en Arganda del Rey). 
Actualmente solo conserva dos plantas y no dispone de su maquinaria. En la provincia de Cádiz, solo se conservan dos telégrafos ópticos de Mathé: Torre Chica y el Torreón de Puerta Tierra (aunque no tiene el aspecto típico de la torre Mathé).